# 832

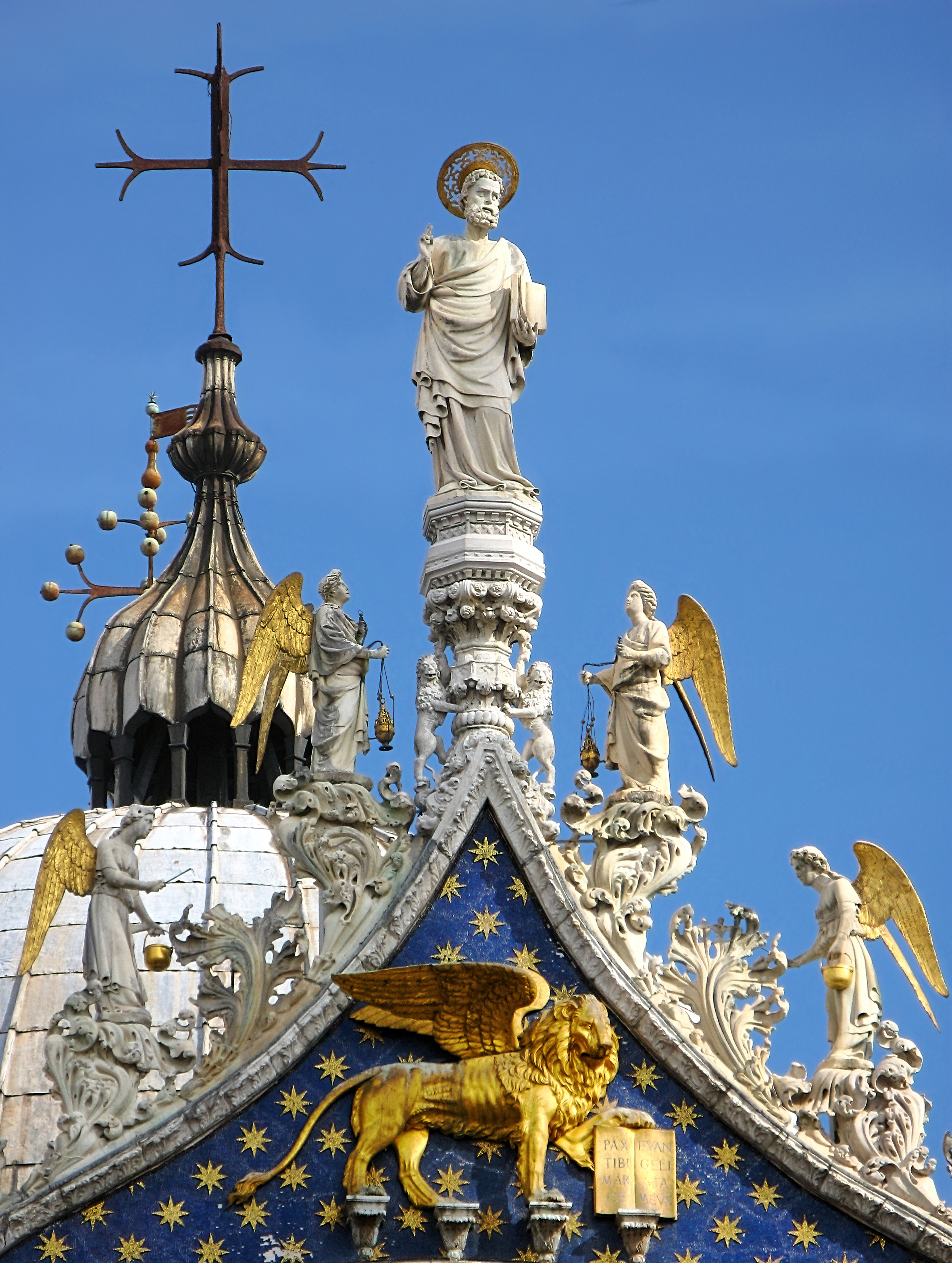
St. Marcus omringd door engelen (Venetië)

Het jaar 832 is het 32e jaar in de 9e eeuw volgens de christelijke jaartelling.

## Gebeurtenissen

### Byzantijnse Rijk
- Keizer Theophilos vaardigt, onder invloed van zijn hofgeestelijken, een edict uit tegen de verering van iconen. In het Byzantijnse Rijk wordt het aanbidden van de afbeeldingen streng verboden.

### Brittannië
- De Picten onder leiding van koning Angus II verslaan de Angelen in East Lothian. Het andreaskruis wordt het symbool van Schotland (zie: Vlag van Schotland) (waarschijnlijke datum)

### Europa
- Pepijn I, koning van Aquitanië, komt met zijn jongere broer Lodewijk de Duitser in opstand tegen hun vader, keizer Lodewijk I ("de Vrome"). Deze mobiliseert een Frankisch leger en verslaat hen bij Limoges. Pepijn wordt verbannen naar Trier en Lodewijk wordt onterfd van alle rechten op troonsopvolging.

## Religie
- De Basiliek van San Marco in Venetië, gebouwd voor de overblijfselen van de heilige St. Marcus, wordt voltooid. (waarschijnlijke datum)
- Ansgarius, Frankische missionaris, vestigt de eerste christelijke kerk in Zweden.

## Overleden
- Wulfred, Angelsaksisch aartsbisschop